# 亨利鎮區 (堪薩斯州渥太華縣)
亨利鎮區（英語：Henry Township）為美國堪薩斯州渥太華縣轄下的鎮區。2010年美国人口普查中此鎮區人口有27人。

## 地理
亨利鎮區涵蓋總面積為92.9平方（35.88平方英里），其中陸地面積為92.9平方（35.85平方英里），水域面積為0.078平方（0.03平方英里）或0.08%。

## 人口統計
根據2010年美國人口普查，亨利鎮區人口有27人，其中男性有14人，女性有13人，人口密度為每平方公里0.29人，住房計14戶。鎮區內的白人有27人，非裔美國人有0人，美洲原住民有0人，亞裔美國人有0人，太平洋島裔美國人有0人，其他種族有0人，混血種族則有0人。此外鎮區內有0人為西班牙裔或拉丁裔美國人。此鎮區之年齡中位數為32.8歲，而男性年齡中位數為33.5歲，女性年齡中位數為28.5歲。